# Bluse

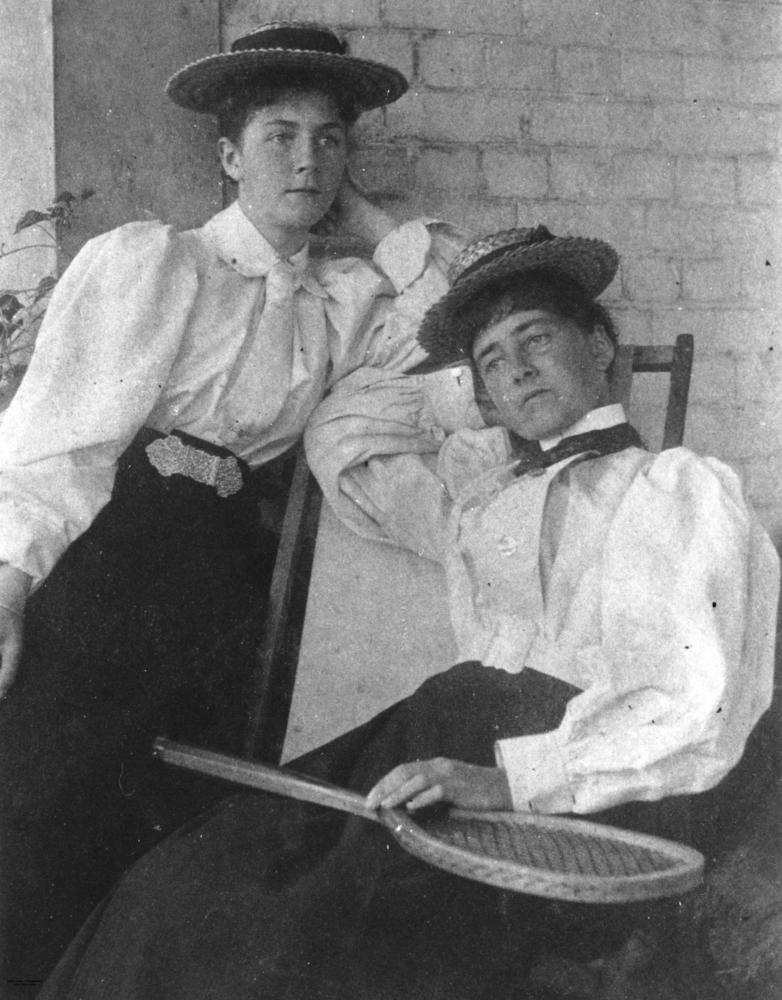
Frauen in Tennisbekleidung mit weißer Bluse (um 1890)

Der Begriff Bluse bezeichnete ursprünglich ein lose fallendes Bekleidungsstück, das den Oberkörper bedeckt und von Arbeitern, Bauern, Künstlern und Kindern getragen wurde. Mittlerweile bezieht sich das Wort Bluse zumeist auf ein hemdartig geschnittenes Kleidungsstück, das von Mädchen und Frauen zum Rock oder zur Hose getragen wird.

## Geschichte

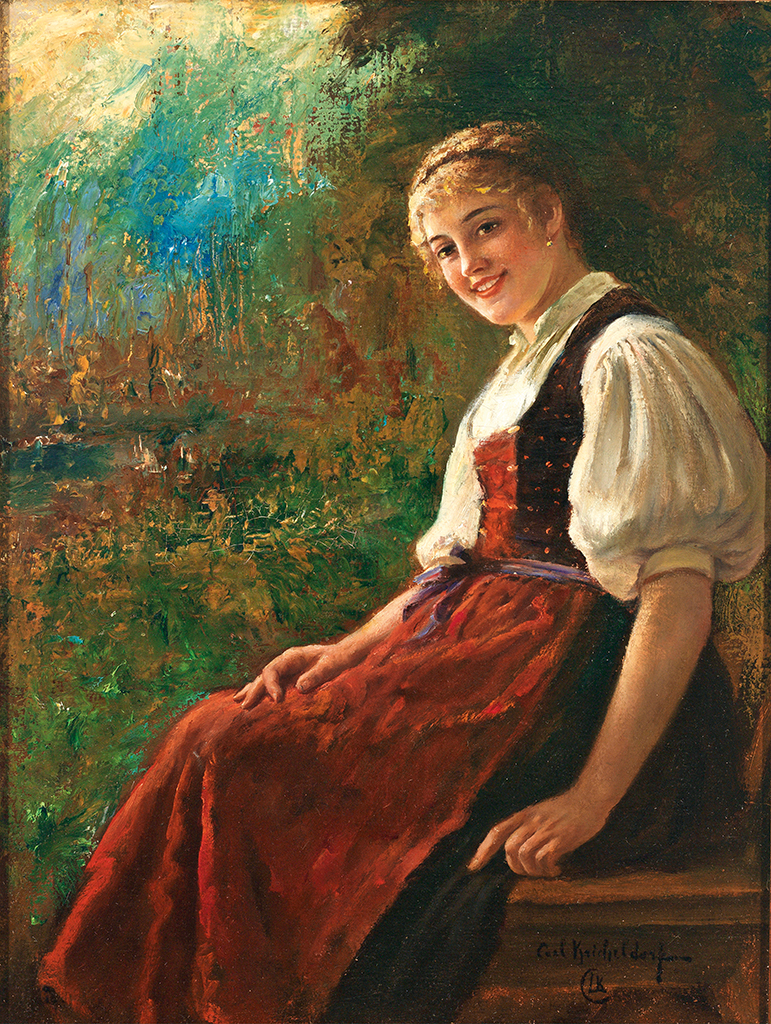
Porträt eines Mädchens in Tracht, Ölbild von Carl Krichelsdorf (1934)

Blusen bestehen aus leichtem Gewebe wie Seide oder dünnen Baumwollstoffen. Seit Aufkommen der Kunststoffe werden auch Fasern aus diesen Materialien verwendet, wie Polyester. Entweder geschieht dies ausschließlich, oder die Synthetikfasern werden Baumwollfasern lediglich beigemischt. Manchmal sind Blusen mit Rüschen, Stickereien oder Schleifen verziert. Der Klassiker unter den Damenblusen ist die weiße Hemdbluse (in Anlehnung an das klassisch-elegante weiße Herrenhemd); hier sind die Kombinationsmöglichkeiten besonders vielfältig. Der offene Spaten- oder Reverskragen ist ein weiterer gängiger Typ einer klassischen Damenbluse.

1913 schrieb Die Woche über die Damenbluse im Reitsport: 

„Wenn auch für heiße Sommertage der legeren Bluse immer mehr Berechtigung zugestanden wird, so bleibt dennoch das klassische Reitkleid aus Bastseide oder englischem Leinen unvergleichlich vornehmer.“

Ende des 19. Jahrhunderts wurden die von Matrosenanzügen abgeleiteten Matrosenblusen für Mädchen zum blauen Faltenrock populär. In der Zeit des Nationalsozialismus wurde dieses Kleidungsstück als bürgerlich-dekadent abgelehnt. In den 1950er Jahren fand der Matrosen-Look Eingang in die Freizeitmode für Erwachsene.
Der hohe Kragen bei Blusen wurde in dieser Zeit zunehmend durch die halsferne Variante verdrängt. Dazu passend boten Fachgeschäfte auch „Damenkragen“ an. Das  KaDeWe in Berlin bewarb in seinem Illustrierten Hauptkatalog: 1913 unter anderem eine Backfisch-Konfektion, mit acht Blusen zwischen 2,75 und 9,50 Mark. Beim einfachsten Modell handelte es sich um eine „Waschbluse, marine, weiß gepunktet“, beim teuersten um eine „Bluse, weiß, Waschvoile, mit Spitze und Stick“. Zu den Neuheiten der Saison gehörte die spitz ausgeschnittene „Charmeuse-Bluse, sehr elegante Form, reine Seide, mit sehr flotter Krepp- und Spitzen-Garnitur“ für 19,75 Mark.

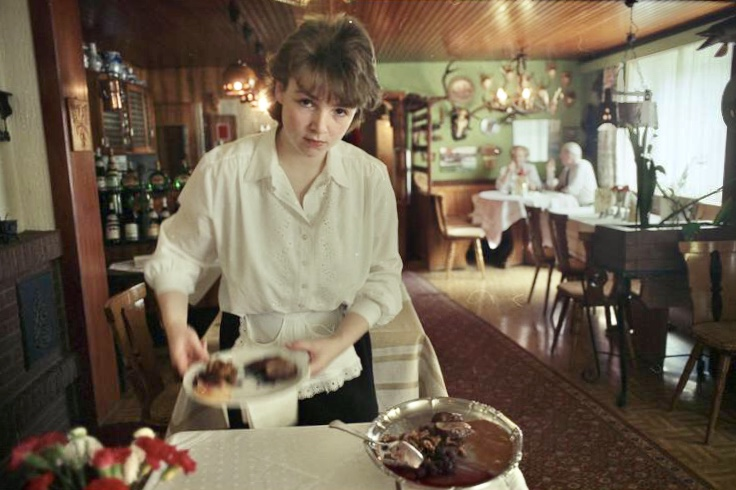
Kellnerin mit Hemdbluse

Zu Beginn der 1960er Jahre kamen Bubikragen wieder auf, später extra breite Kragen und Doppelmanschetten an Blusen, diese oft aus Synthetikstoffen (meist Polyester). In den 1980er Jahren sah die Mode Steh- und Bundkragen, Schleifen und den besonders kleinen Hemdkragen vor, bisweilen mit verdeckter Knopfleiste („Smokingbluse“), abgenähten Falten und betonten Schulterpolstern. Es waren dünne und oft glänzende Synthetikfasern verbreitet. Gegen Ende des Jahrzehnts wurden extralange Blusen über der Hose oder dem Rock getragen, wahlweise kombiniert mit einem weiten, breiten Gürtel um die Taille.
Daneben trugen vor allem Frauen, die sich der damals erstarkenden Öko-Bewegung zugehörig fühlten, weit geschnittene (auch folkloristische) Blusen aus groben und natürlichen Materialien wie Flachs (Leinen) oder Baumwolle (Männer trugen als Gegenstück oft Friesenblusen).
Viele modische Stilrichtungen der 1970er und 1980er Jahre wurden nach der 2000 wieder von der Mode aufgegriffen: Doppelmanschetten, extrabreite Spitzkragen, Gürtel um Taille. Oft haben die Blusen auch Stickereien oder Strassbesatz, zumal an Kragen und Knopfleisten. Eine Erscheinung der 1990er Jahre waren Blusen mit Dreiviertelarm. 
Früher war die „gute Bluse“ Teil der Ausgehkleidung, die eine Frau wenigstens sonntags zum Kirchgang trug. Heute ist die Bluse, außer ihrem Einsatz als formelle Bürogarderobe, unwichtiger, und dient oft als buntes Kleidungsstück unter vielen, das auch gern salopp offen über einem T-Shirt oder einem Top getragen wird.

## Wortbedeutung
Bluse ist ein Lehnwort aus dem Französischen: blouse heißt „Fuhrmannskittel, Staubmantel“. Es soll ein Mitbringsel französischer Kreuzfahrer sein. Diese zogen über ihre Rüstungen ein sogenanntes „p(e)lusisches Gewand“, einen blau eingefärbten Kittel gegen den Staub, der seinen Namen von dem ägyptischen Ort Pelusium hatte. Anderen Quellen zufolge stammt das Wort Bluse von prov. lano blouso „Kurzwolle“, lano „Wolle“ und blos, blouse „beraubt, nackt“ ab.

## Verwandte Kleidungsstücke
- Blusenjacke, eine manschettenlose Bluse aus kräftigerem Material oder mit Innenfutter, die allein getragen werden kann, oder auch als Jacke über einem Top.
- Eine Bodybluse (oder Blusenbody) ist ein Kleidungsstück, bei dem wie bei einem Bodysuit, das Vorderteil durch den Schrittbereich hindurch mit dem Rückenteil verbunden ist. So kann es nicht aus dem Rock oder der Hose rutschen. Das Oberteil ist als normale Bluse ausgefertigt und nicht so eng anliegend ausgeführt wie das Unterteil (Höschen).
- Ein Blusenkleid ist ein Kleid, dessen oberer Teil wie eine Hemdbluse geschnitten ist.